# Johann Grünewald
Johann Grünewald (Königswinter, 24 de maio de 1832 — Porto Alegre, 1910) foi um arquiteto teuto-brasileiro.
Trabalhou como assistente na restauração e conclusão da Catedral de Colônia, na Alemanha, sob a orientação de Vincenz Statz.
Chegou ao Brasil em 1861, estabelecendo-se primeiro em Joinville mas, em menos de um ano, já residia no Rio Grande do Sul. Participou do projeto de diversas igrejas neogóticas e neoclássicas. Participou da construção da Cúria Metropolitana de Porto Alegre, sendo encarregado da obra depois da morte do arquiteto francês Jules Vilain, alterando contudo o projeto inicial, introduzindo arremates neogóticos. Projetou a Igreja Nossa Senhora da Conceição, em São Leopoldo.